# پویش پورت‌ها
پویش پورت‌ها یا پویش درگاه‌ها (Port Scanning) یکی از محبوب‌ترین روش‌هایی می‌باشد که نفوذگران برای تشخیص سرویس‌های راه‌اندازی شده در یک میزبان هدف (host target) استفاده می‌کنند.
تمامی سیستم‌هایی که به شبکه‌های داخلی یا اینترنت متصل می‌شوند سرویس‌های مشخص و مشهوری را اجرا می‌کنند. با استفاده از ابزارهای مشخصی، نفوذگر داده‌هایی را به صورت بسته‌های TCP و UDP به سمت پورتهای سیستم ارسال می‌کند. با استفاده از پاسخ‌هایی که از این پورتها دریافت می‌کند، می‌تواند بفهمد که کدام پورت‌ها در حال استفاده می‌باشد یا به زبان دیگر کدام پورت‌ها باز می‌باشند. وقتی که نفوذگر متوجه شد کدام پورتهای سیستم باز می‌باشند، حمله را بر روی این پورتها متمرکز می‌کند و با استفاده از ضعف‌های موجود، سیستم هدف را در دست می‌گیرد.

## پویش غیرفعال
پویش غیرفعال یک روش اسکن پورت TCP است که متشکل از ارسال بسته‌های جعلی به یک کامپیوتر برای پیدا کردن خدمات در دسترس است. بدین صورت است که با جعل هویت یک کامپیوتر دیگر به نام (زامبی) است که انتقال یا دریافت اطلاعات ویا با مشاهده رفتار سیستم زامبی انجام می‌شود. این اقدام می‌تواند از طریق برنامه‌ها و نرم‌افزارهای معمول شبکه مانند پویشگر nmap و hping انجام شود. این حمله شامل فرستادن بسته‌های جعلی به یک ماشین هدف خاص برای پیدا کردن ویژگی‌های متمایز دستگاه زامبی دیگراست. حمله پیچیده‌است زیرا هیچ تعامل میان رایانه‌های حمله و هدف وجود ندارد: حمله‌کننده فقط با کامپیوتر" زامبی " در تعامل است.
این بهره‌برداری از دو hatted به عنوان یک پویشگر درگاه و MAPPER از روابط اعتماد آی‌پی بین دستگاه‌ها است. سیستم هدف با کامپیوتر " زامبی " درتعامل است و تفاوت در رفتاری را که مشاهده می‌کند با استفاده از "زامبی"های مختلف با شواهدی از امتیازات مختلف اعطا شده توسط هدف به رایانه‌های مختلف است.

## آگاهی کلی ازTCP/IP
طراحی و بهره‌برداری از اینترنت برپایه پروتکل‌های به هم پیوسته که معمولاً TCP/ IP نامیده می‌شود. آی‌پی پروتکل اصلی در لایه اینترنت از مجموعه پروتکل‌های اینترنت است و وظیفه ارسال داده‌ها و datagram از میزبان منبع به میزبان مقصد صرفاً براساس آدرس خود را دارد. برای این منظور، IP روش‌های آدرس دهی و ساختارهایی را برای تلفیق داده‌ها تعریف می‌کند. این یک پروتکل بدون اتصال است و متکی برانتقال بسته‌ها است. هر بسته IP از یک منبع داده دارای یک شناسه‌است که ip شناسایی منحصربه‌فرد دیتاگرام است. TCP، تحویل مرتب جریان بایت‌ها از یک برنامه بر روی یک کامپیوتر به یک برنامه دیگر بر روی یک کامپیوتر دیگر را به شکل معتبر و قابل اطمینان فراهم می‌کند TCP. پروتکلی است که برنامه‌های کاربردی واصلی اینترنت به آن تکیه می‌کنند، مانند انتقال وب، ایمیل‌ها و فایل‌های گسترده جهانی است. هر یک از برنامه‌های کاربردی سرور، سرویس نامیده می‌شود. در این سیستم، میزبان و خدمات میزبان به استفاده از دو جزء اشاره می‌کنند: آدرس و شماره پورت. ۶۵۵۳۶ شماره پورت مشخص و قابل استفاده در میزبان وجود دارد. بیشترین خدمات با استفاده از طیف محدودی از اعداد است. بعضی از پویشگرهای درگاه تنها شماره‌های پورت رایج و مشخص را یا پورت‌ها یی را که اغلب با خدمات آسیب‌پذیری بر روی یک میزبان معین درارتباط هستند را اسکن می‌کنند.. ببینید: لیست TCP و شماره پورت UDP است.
نتیجه اسکن بر روی یک پورت معمولاً به یکی از سه دسته زیرتعمیم میابد:

۱-باز یا پذیرش: میزبان یک پاسخ تعیین‌کننده ارسال می‌کند که یک سرویس در حال گوش دادن به پورت است.
1. مسدودشده یا رد شده یا غیرقابل شنود: میزبان یک پاسخ تعیین‌کننده ارسال می‌کند که نشان می‌دهد که ارتباط با پورت بسته شده‌است.

۳-فیلتر شده، کاهش یافته یا مسدود شده: پاسخ از میزبان وجود دارد.

پورت‌های باز در حال حاضر دو آسیب‌پذیری امنیتی دارند که مدیران باید در مورد آن‌ها دقت کنند:

1. پورت‌های باز- نگرانی‌های امنیتی و پایداری با برنامه‌ای مسئول ارائه خدمات است مرتبط هستند.
2. نگرانی‌های امنیت و پایداری با سیستم عاملی است که در حال اجرا بر روی میزبان است مرتبط هستند - پورت باز یا بسته

پورت‌های فیلترشده میلی ندارند تا آسیب‌پذیری‌ها رانشان دهند. میزبان در یک شبکه محلی می‌تواند توسط یک دیواره آتش (فایروال) محافظت شود که فیلترها، مطابق با قواعدی است که مدیر راه اندازی کرده‌است. این عمل خدماتی را که برای میزبان شناخته شده نیست و از نفوذ در داخل شبکه جلوگیری می‌کند رد می‌کند. پروتکل آی‌پی پروتکل لایه انتقال شبکه است.